# Minamoto no Yoshitsune

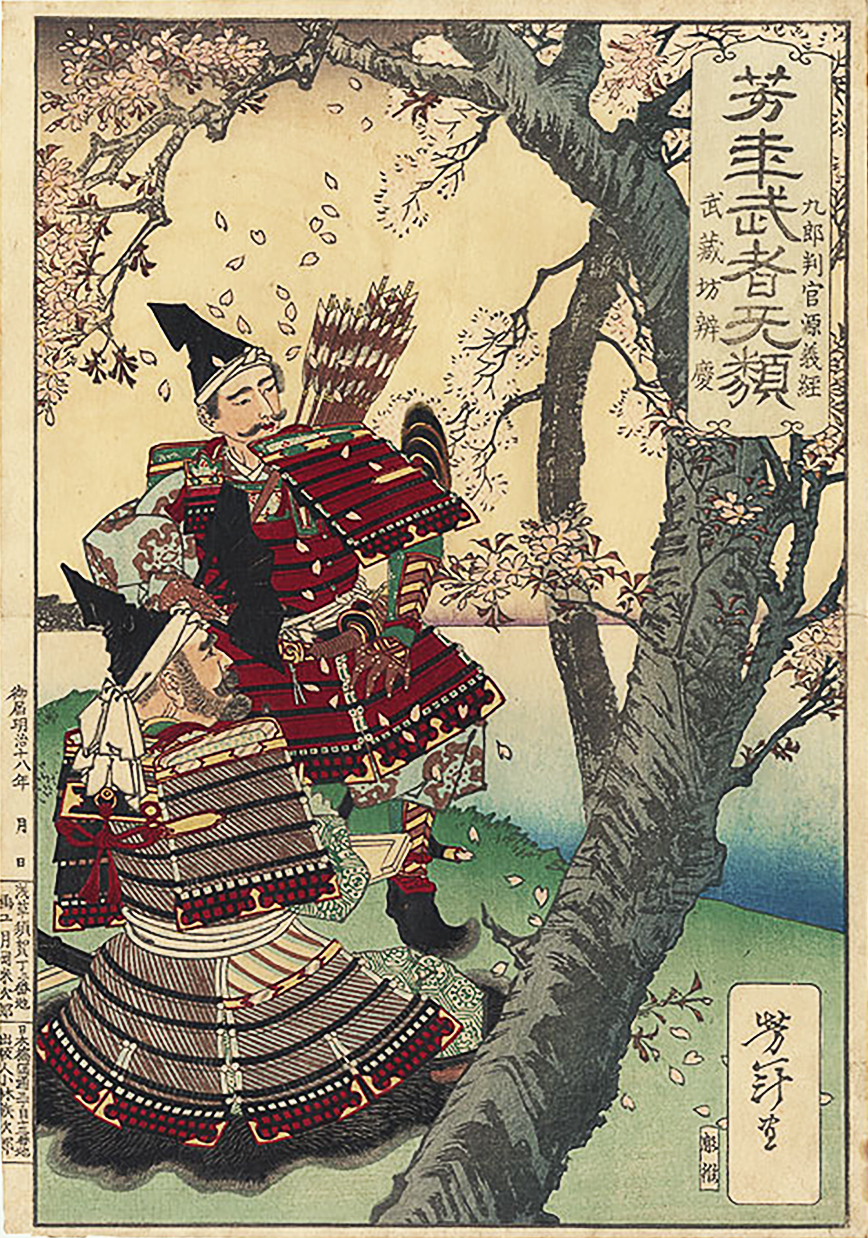
"Yoshitsune och Benkei avnjuter körsbärsblom", av Yoshitoshi Tsukioka

Minamoto no Yoshitsune (源義経) eller Ushiwaka, född 1159, död 1189, var en mytomspunnen japansk fältherre. Han var son till Minamoto no Yoshitomo och halvbror till den senare shogunen Minamoto no Yoritomo. Traditionellt har han setts som det fulländade exemplet på det japanska riddaridealet. 
I ett känsligt skede sände Yoshitomo sin son Yoshitsune som stöd till Kyoto. Yoshitsune fick i uppgift att leda 10000 män för att gå runt och attackera från ett annat håll medan en annan del av armén skulle slå till från öster. Yoshitsunes attack lyckades så väl att den fick Tairas armé på flykt. Detta mycket eftersom han hade haft en munk vid namn Benkei som guide.[källa behövs]
Tillsammans med sin halvbror Yoritomo och kusinen Minamoto no Yoshinaka ledde han 1180 upproret mot Taira no Munemori, som fördrevs från Kyoto 1182. Efter att Yoshinaka utnämnts till shogun gjorde dock bröderna uppror även mot honom, och efter att ha besegrat denne vände han sig sedan mot Taira och besegrade dem fullständigt i sjöslaget vid Dannoura 1185. Efter detta kom han i konflikt med sin halvbror, och flydde till norra Japan. Det finns flera berättelser kring hans död. Han lär antingen ha förråtts av en gästvän eller tvingats begå Seppuku. En senare folksägen påstår till och med att han flydde till fastlandet och blev känd som Djingis Khan.
Asteroiden 3178 Yoshitsune är uppkallad efter honom.

## Myter kring Yoshitsune
Det sägs att Yoshitsune lärde sig de martiala konsterna, koryū budō (古流武道), av en typ av japanska demoner (妖怪), som kallas Tengu. Han använde sina färdigheter främst till att hämnas orätter mot sin klan Minamoto, där hans mest kända och sista framträdande är i berättelsen om hjälten Benkei.[källa behövs]